# Holland (U-Boot)
Die Holland (Kennung: Submarine Torpedo Boat No. 1) war das erste U-Boot, das offiziell von den Vereinigten Staaten in Dienst genommen wurde. Mit der Holland gelang ein großer Durchbruch im Bau von Unterseebooten. Zum ersten Mal konnten das Antriebssystem, Haupt- und Hilfstanks sowie ein modernes Waffensystem in die Hülle integriert werden. Das Boot wurde beim Stapellauf am 17. Mai 1897 zu Ehren des irisch-amerikanischen Investors John Philip Holland auf den Namen Holland VI getauft. Die Nummer VI entstand durch vorhergehende fünf Prototypen. Nach dem Kauf und der Indienststellung durch die United States Navy wurde das Boot in Holland umbenannt.

## Geschichte
Die Holland wurde in der Crescent-Schiffswerft in Elizabeth, New Jersey für die „John Holland’s Torpedo Boat Company“ gebaut. Der Druckkörper wurde von John Holland entwickelt. Die Pläne wurden unter Aufsicht Hollands in Abstimmung mit dem Chefarchitekten der Crescent-Werft, Arthur Leopold Busch, umgesetzt. Als junger Emigrant aus dem Vereinigten Königreich spielte Busch eine wesentliche Rolle bei der Entwicklung der Holland.

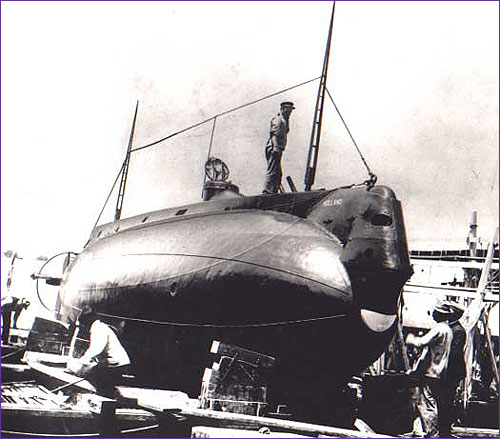
Die Holland im Trockendock

Die Kiellegung erfolgte im November 1896 in der Crescent-Schiffswerft. Holland sowie Busch waren dabei anwesend. Die beiden Ingenieure griffen bei ihrer Arbeit auf bereits bewährte Konzepte und Patente von Holland zurück. Durch die Zusammenarbeit ergänzten sich beide optimal, was die Entwicklung des U-Bootes ermöglichte. 1898 und 1899 wurden Testläufe durchgeführt und Modifikationen am Boot vorgenommen.

### Dienst in der US Navy

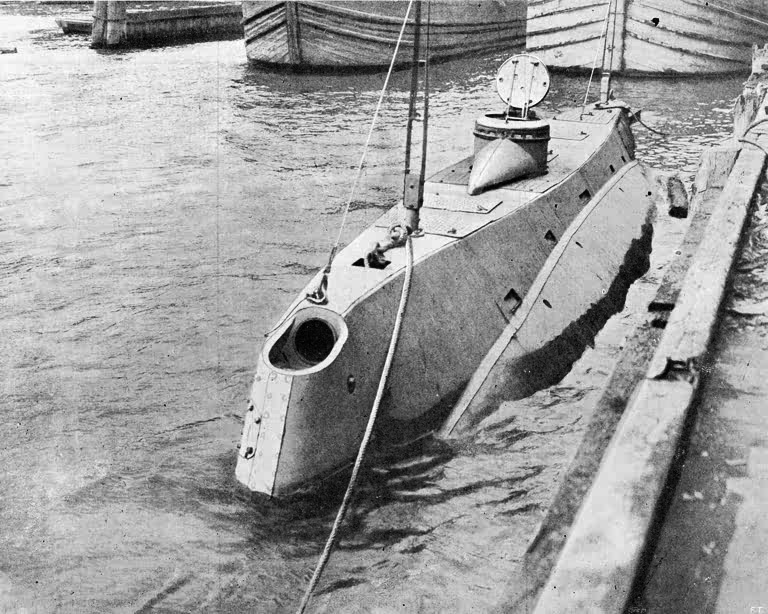
Bild der Holland um 1898 in Scientific American

Die Holland VI bewies ihren Wert als Kriegsschiff, wodurch das Boot am 11. April 1900 von der US-Regierung für die Summe von 150.000 US-Dollar gekauft wurde. Es war damit das erste erfolgreiche U-Boot seines Typs. Durch den Erfolg der Holland VI folgten mehrerer Folgeaufträge für die John Holland’s Torpedo Boat Company. Aus diesen Aufträgen entstanden die Boote, die in der Plunger-Klasse zusammengefasst wurden.
Die US Navy stellte das Boot am 12. Oktober 1900 in Newport, Rhode Island, unter dem Namen Holland in Dienst. Bis zur Indienststellung wurde das Boot noch modifiziert und Leutnant Harry H. Caldwell zu dessen Kapitän ernannt. Das Boot war damit das erste U-Boot, das für die United States Navy in Dienst gestellt wurde. Nach der Alligator und der Intelligent Whale war die Holland das dritte U-Boot im Besitz der US Navy.
Während der Dienstzeit für die US Navy verbrachte das Boot einen Großteil seiner aktiven Laufbahn mit der Ausbildung von Kadetten in der United States Naval Academy. Die originalen Logbücher, die im Nationalarchiv der Vereinigten Staaten aufbewahrt werden, machen dies deutlich. Das Boot verbrachte trotz der Ausbildung der Kadetten auch zwei Sommer in der „Torpedo Station“ in Newport. Die ersten Besatzungsmitglieder wurden im Sommer 1900 von der Electric Boat Company ausgebildet. Im Sommer 1901 wurden mit der frisch ausgebildeten Besatzung die ersten Trainingsfahrten und Torpedotests durchgeführt.
| Von                | Bis                | Standort                                       |
| ------------------ | ------------------ | ---------------------------------------------- |
| 1. Januar 1900     | 13. Juni 1900      | Navy Yard, Washington, D.C.                    |
| 25. Juni 1900      | 16. Oktober 1900   | Torpedo Station, Newport                       |
| 22. Oktober 1900   | 8. Januar 1901     | United States Naval Academy, Annapolis         |
| 10. Januar 1901    | 22. Januar 1901    | Norfolk Naval Shipyard, Norfolk                |
| 23. Januar 1901    | 10. Juni 1901      | United States Naval Academy, Annapolis         |
| 15. Juni 1901      | 2. Oktober 1901    | Torpedo Station, Newport                       |
| 3. Oktober 1901    | 24. Oktober 1901   | Brooklyn Navy Yard, New York City              |
| 5. November 1901   | 14. Juli 1902      | United States Naval Academy, Annapolis         |
| 18. Juli 1902      | 31. Juli 1902      | Navy Yard, New York City                       |
| 1. August 1902     | 3. April 1903      | Philadelphia Naval Shipyard, League Island     |
| 3. April 1903      | 4. August 1903     | United States Naval Academy, Annapolis         |
| 4. August 1903     | 8. August 1903     | Baltimore Shipbuilding & Drydock Co, Baltimore |
| 8. August 1903     | 6. September 1904  | United States Naval Academy, Annapolis         |
| 6. September 1904  | 10. September 1904 | Baltimore Shipbuilding & Drydock Co, Baltimore |
| 10. September 1904 | 18. Juli 1905      | United States Naval Academy, Annapolis         |
| 20. Juli 1905      | 1. Januar 1915     | Navy Yard, Norfolk                             |

### Verbleib
Am 20. Juli 1905 lief das Boot zur Überholung in die Norfolk Navy Yard ein. Der Zustand der Batterien war so schlecht, dass die Ingenieure für die Wartung der Batterien den Ausbau empfahlen. Die Zellen wurden im August 1905 ausgebaut, jedoch nie wieder eingebaut. Am 24. Juni 1907 wurden die Arbeiten an der Holland abgebrochen. Die offiziellen Aufzeichnungen enden am 30. Juni 1907.
Die Holland wurde am 21. November 1910 in der Norfolk Navy Yard außer Dienst gestellt. Das Boot wurde nach der Außerdienststellung in die United States Naval Academy überstellt.
Das Marineministerium verkaufte die Holland am 18. Juni 1913 an „Henry A. Hitner’s Sons Company“ mit Sitz in Philadelphia, Pennsylvania. Der Verkaufserlös für das Boot betrug 1.066,50 Dollar. Am 12. November 1913 wurde das Boot von Annapoli zum „Friedhof der Schiffe“ nach Petty Island geschleppt. Teilweise begraben in Sand und halb gefüllt mit Wasser aus dem Delaware River wurde das Boot lieblos abgeladen. Die Motoren wurden entfernt und übrig blieb nur der Druckkörper. Am 22. Juni 1915 wurde die Holland aus dem Sand gezogen und auf einen Schrottplatz bei Port Richmond verlegt. Anfang 1916 wurde das Boot von Henry A. Hitner’s Sons Company in das Commercial Museum nach Philadelphia verlegt. Dort wurde sie Teil der Ausstellung „Today and Tomorrow“.
Walter A. Hall, einer der damaligen Besatzungsmitglieder, erfuhr vom Verbleib der Holland. Am 5. August 1916 schrieb Hall einen Brief an den Herausgeber der New York Times in der Hoffnung jemanden zu finden, der die Holland vor der Verschrottung rettet. Peter J. Gibbson und sein Sohn Austin F. Gibbson kauften das Boot von A. Hitners Sons. Die Holland wechselte somit am 11. August 1916 für 500 Dollar den Besitzer. Gibbson gab einige Tage nach dem Kauf bekannt, dass die Holland an das Museum of Peaceful Arts gespendet wird. Als Bedingung für die Spende wurde das Boot zuerst für ein Jahr in der Bronx International Exhibition ausgestellt. Am 12. Oktober 1916 wurde die Holland in einer Parade vom Grundstück des Commercial Museums über die Washington Avenue, 34. Straße, Market Street und Broad Street geführt. Begleitet wurde das Boot vom Bürgermeister von Philadelphia, dem Kommandanten der Philadelphia Navy Yard und 350 Navy-Mitarbeitern.
Am 25. Mai 1917 erreichte die Holland New York. Während des Ersten Weltkriegs wurde sie im Stadtteil Bronx bei der „New York International Exposition“ ausgestellt. Die Ausstellung wurde aufgrund des Ersten Weltkrieges erst im Juli 1918 eröffnet.
Da die New York International Exposition keinen sonderlichen Erfolg verzeichnen konnte, wurde sie 1924 als „Starlight Park“ weitergeführt. Letztendlich wurde auch der Starlight Park 1930 geschlossen. Die Holland befand sich noch bis mindestens 1932 auf dem Gelände.
In späteren Jahren wurde das Boot von Louis Gersons Firma „Harlem Metal Corporation“ für 100 Dollar gekauft und abgewrackt.

## Technik

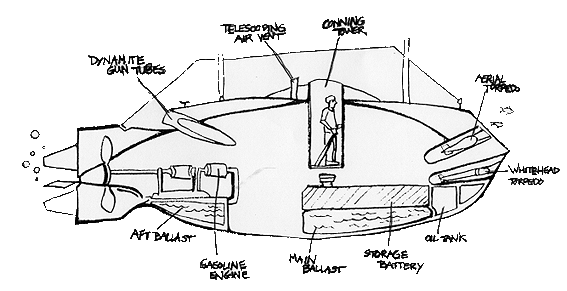
Querschnittskizze der Holland

Für die Verhältnisse des frühen 20. Jahrhunderts hatte das Boot viele Merkmale, die bis dahin einzigartig waren. So wurde zum ersten Mal ein duales Antriebssystem eingesetzt. Im Druckkörper wurden getrennte Hilfs- und Hauptballasttanks eingebaut. Auch ein modernes Waffensystem wurde integriert. Durch Modifikationen der Form des Druckkörpers wurden die hydrodynamischen Eigenschaften verbessert.

### Antriebssystem
Das Boot verfügte über zwei unterschiedliche Antriebssysteme. Der 34-kW-Ottomotor wurde für die Fahrt an der Wasseroberfläche eingesetzt, während der 36 kW starke Elektromotor nur für Tauchfahrten benutzt wurde. Im Rumpf wurden Ballasttanks und Trimmtanks eingebaut, durch die man die Tauchtiefe steuern konnte. Das Halten der Tauchtiefe wurde durch diese Tanks erleichtert.

### Bewaffnung
Bei den Vorgängern der Holland wurde auf den Einbau von Waffensystemen verzichtet. John Holland war sich bewusst, dass er ohne den Nachweis der Nutzbarkeit moderner Waffensysteme keine weiteren Aufträge mehr von der US Navy erhalten würde. Er erstand deshalb von der Firma E. W. Bliss einen Torpedo mit Abschussrohr, den er in der Holland VI anbrachte. Nach erfolgreichen Abschusstests im April 1898 wurde die Holland Torpedo Boat Company von der US Navy angewiesen, zwei weitere Torpedoabschusssysteme in der Holland VI zu testen. Um das Unfallrisiko zu senken, wurden die Torpedos mit falschen Sprengköpfen ausgestattet. Die Besatzung wurde im Umgang mit Torpedos geschult. Das Beladen der Torpedoschächte musste aufgrund der geringen Größe des Bootes im Sitzen durchgeführt werden. In der Mitte des Rumpfes befand sich der Leitstand, von dem aus das Boot und die Waffensysteme gesteuert wurden.
Durch die wiederbeladbaren Torpedoschächte und das am Rumpf angebrachte pneumatische Decksgeschütz wurde das U-Boot für die US Navy interessant und für Holland zu einem wirtschaftlichen Erfolg.

### Druckkörper
Die Hülle des Bootes bestand aus 24 Stahlplatten, die in acht Abschnitte unterteilt waren. Der Druckkörper wurde von John Holland für Unterwasserfahrten optimiert. Das Verhältnis von Länge zu Durchmesser war bei der Holland nahezu perfekt. Das Boot wurde durch einen einzelnen Propeller angetrieben.

### Periskop
Eine weitere Innovation betraf das Periskop, das die Holland als eines der ersten U-Boote der Welt besaß. Das Gerät war von seinen Konstrukteuren Simon Lake und Howard Grubb „omniscope“ genannt worden.